# Будівництво 612 і ВТТ
Будівництво 612 і ВТТ — підрозділ, що діяв в системі виправно-трудових установ СРСР.
Організований 04.05.51 (виділений з Будівництва 665) ;

закритий 14.05.53 (перейменований в Підгорний ВТТ).

## Підпорядкування і дислокація
- ГУЛПС з 04.05.51;
- ГУЛАГ МЮ з 02.04.53

Дислокація: Киргизька РСР, м. Кара-Балта;

с. Калінінське Фрунзенської області.

## Виконувані роботи
- буд-во об'єктів комб. № 11 2-го ГУ при РМ СРСР, в тому числі — хімічного з-ду, збагачувальної ф-ки, 2-х ТЕЦ,
- розробка та буд-во рудників,
- буд-во автодоріг,
- видобуток піску та каменю, вантажно розвантажувальних роботи,
- буд-во та експлуатація цегел. з-ду,
- розробка Турокавакського родовища,
- деревообробка в м. Рибачий

## Чисельність з/к
- 01.10.51 — 1937,
- 01.01.52 — 2025,
- 01.01.53 — 3852;
- 15.04.52 — 2229;
- 15.04.53 — 3500